# Saint-François-de-Sales (Québec)
Saint-François-de-Sales è un comune del Canada, situato nella provincia del Québec, nella regione di Saguenay-Lac-Saint-Jean.